# Annie Get Your Gun (Musical)
Annie Get Your Gun (deutsch Annie, schieß los!) ist ein amerikanisches Musical, dessen Story durch die Romanze zwischen den Wildwest-Show-Kunstschützen Annie Oakley und Frank Butler inspiriert wurde. Annie Get Your Gun wurde am 16. Mai 1946 im New Yorker Imperial Theatre uraufgeführt. Es war das erste Musical, dessen Uraufführung live im Radio übertragen wurde.
Musik und Gesangstexte stammen von Irving Berlin, Idee und Buch von Herbert und Dorothy Fields. Berlin übernahm den Auftrag, nachdem der dafür vorgesehene Jerome Kern zuvor gestorben war. Es wurde kolportiert, dass der später berühmt gewordene Song There’s No Business Like Show Business wegen Ablehnung der Produzenten Richard Rodgers und Oscar Hammerstein II beinahe nicht zur Aufführung gekommen wäre.
Annie Get Your Gun erlebte am Broadway 1147 Vorstellungen. Die Regie führte Joshua Logan; die Show wurde choreografiert von Helen Tamiris. Ethel Merman spielte Annie, die männliche Hauptrolle des Frank Butler spielte Ray Middleton.
Die Eröffnung im Londoner West End fand am 7. Juni 1947 im Coliseum Theatre statt; das Musical kam dort auf 1304 Aufführungen. Die deutschsprachige Erstaufführung war am 27. Februar 1957 in der Wiener Volksoper, die Übersetzung von Marcel Prawy. In Deutschland wurde vor allem Heidi Brühl als Annie bekannt, sie spielt diese Rolle das erste Mal  am 5. September 1963 in der deutschen Erstaufführung des Musicals (Inszenierung im Theater des Westens in Berlin, Deutsche Übersetzung von Robert Gilbert, Neuorchestrierung von Rudolf Kühn), die Aufführung war bis in die kleinsten Rollen prominent besetzt:
- Regie: Sven Aage Larsen
- Musikalische Leitung: Franz Allers
- Ausstattung: Fritz Butz
- Choreografie: William Milié
- Dialogregie: Edgar Walther

Besetzung:
- Annie Oakley: Heidi Brühl
- Frank Butler: Robert Trehy
- Buffalo Bill: Walther Suessenguth
- Charlie Davenport: Edgar Walther
- Dolly Tate: Brigitte Mira
- Winnie, ihre Tochter: Colette Warren
- Sitting Bull: Martin Rosen
- Tommy Keeler: Helmut Wallner
- Shanghai Bill: Erich Fiedler
- Foster Wilson: Oscar Sabo jr.
- Mac: Werner Pochath

Annies Geschwister
- Little Jake: Ilja Richter
- Minni: Felicitas Binder
- Jessie: Alexandra Andres
- Nellie: Gundula Burkert

- Eisenbahnschaffner: Horst Hesse
- Kellner: Hans Meißner
- Sylvia Potter-Porter: Eva Andres
- Ein Bote: Guntram Höft
- Ein Indianer: Silkirtis Nichols jr.
- "Der eherne Hengst" (indianischer Fest-Tänzer): Hans-Dieter Paul

## Inhalt
Die wichtigsten handelnden Personen: Annie Oakley; Frank Butler; Oberst William F. Cody (Buffalo Bill); Charlie Davenport, Buffalo Bills Manager; Jake, Jessie, Nelly und Minny (Annies Geschwister); Major Gordon Lillie (Pawnee Bill / in der deutschen Fassung: Shanghai Bill); Tommy Keeler und Winnie Tate, das zweite Liebespaar im Stück; Dolly Tate, Winnies Mutter
Ort und Zeit: Amerika um 1880

Buffalo Bill’s Wild West Show gastiert in Cincinnati; geworben wird mit einem Wettschießen gegen den Star-Schützen Frank Butler. Annie ist ebenfalls in der Stadt, sie will dort selbst geschossenes Flugwild verkaufen. Zufällig trifft sie Frank, ohne zu wissen, wer er ist, und verliebt sich in ihn. Unversehens ist sie dann am Abend Frank Butlers Herausforderin und gewinnt das Wettschießen. Von ihrer Schießkunst beeindruckt, bietet ihr Buffalo Bill einen Job in der Wild-West-Show an, den nimmt sie an und wird Frank Butlers Assistentin. Obwohl Annie allmählich Franks Zuneigung gewinnt, kann er ihren Erfolg nicht ertragen – zumal sie nunmehr mit einer eigenen Motorradnummer auftritt. Er wechselt deshalb zum Konkurrenzunternehmen, zu Pawnee Bill’s Historic Wild West Show.
Im zweiten Akt geht den beiden Shows das Geld aus. Als Buffalo Bills Truppe von einer Europa-Tournee zurückkommt, nimmt Buffalo Bill Gespräche mit Pawnee Bill auf, worauf man sich auf die Zusammenlegung der Unternehmen einigt. Doch der erhoffte finanzielle Effekt bleibt aus, sodass Annie einspringt und ihre Medaillen-Sammlung verkauft.
Bei dem abschließenden Wettschießen lässt Annie, auf Sitting Bulls Rat hin, Frank gewinnen, wodurch einer Vereinigung der beiden Starschützen nichts mehr im Wege steht.

## Bekannte Musiknummern
- Doin’ What Comes Natur’lly (Weil es ganz von selber geht)
- You Can’t Get a Man With a Gun (Denn am Schießeisen beißt keiner an)
- There’s No Business Like Show Business
- They Say It’s Wonderful (Man sagt, verliebt sein, das wäre wundervoll)
- Anything You Can Do, I Can Do Better (Alles, was du kannst, kann ich viel besser)

## Verfilmung
Das Musical wurde 1950 unter der Regie von George Sidney, u. a. mit Howard Keel und Betty Hutton, verfilmt (dt. Verleihtitel Duell in der Manege).